# Narzeczeni (powieść)
Narzeczeni (wł. I promessi sposi) − włoska powieść historyczna z 1827 autorstwa Alessandro Manzoniego.
Akcja powieści rozgrywa się w 1628 na północy Włoch. Ziemie te znajdowały się wówczas pod okupacją hiszpańską. Autor opisał m.in. epidemię, która dotknęła Mediolan około 1630. Manzoni zainspirowany został powieścią Ivanhoe Waltera Scotta z 1820. Narzeczeni to pierwsza włoska powieść historyczna.
W 1856 Narzeczonych przeniósł na deski opery Amilcare Ponchielli, próbę tę ponowił w 1869 Errico Petrella. W XX w. powstał szereg adaptacji filmowych powieści: I promessi sposi (Włochy, 1908), I promessi sposi (Włochy, 1913), I promessi sposi (Włochy, 1941), Narzeczeni (Włochy, miniserial z 1989), Renzo e Lucia (Włochy, 2004).
Autorką pierwszego tłumaczenia Narzeczonych na język polski była Maria Obrąpalska (Warszawa 1882). Kolejne tłumaczenie przygotowała Barbara Sieroszewska (Warszawa 1958).

## Fabuła
Akcja toczy się w Lombardii w latach 1628–1630, w czasach rządów hiszpańskich. W wiosce nad Lago di Como niedaleko Lecco Renzo Tramaglino i Lucia Mondella chcą się pobrać, ale dziewczyna spodobała się Don Rodrigowi, miejscowemu właścicielowi ziemskiemu. Zmusza on proboszcza Don Abbondia do odwołania ślubu. Lucia i jej matka Agnese mogą jedynie uciec z wioski. Z pomocą zakonnika Cristofora znajdują schronienie w klasztorze w Monzy, natomiast Renzo udaje się do Mediolanu w nadziei uzyskania przychylności władz. Don Rodrigo nakłania Innominata, szlachcica bez skrupułów, do porwania Lucii. Innominato przechodzi jednak głęboki kryzys sumienia, widząc tak niesprawiedliwie dręczoną młodą dziewczynę i rozmawiając z kardynałem Boromeuszem. Zamiast oddać ją w ręce Rodriga, uwalnia ją. W Mediolanie Renzo natrafia na rozruchy i zostaje wzięty za jednego z ich liderów. Musi uciekać do Bergamo. Lombardia pogrąża się w wojnie i zarazie. Renzo powraca do Mediolanu, by odnaleźć narzeczoną. Znajduje zdrowiejącą Lucię w lazarecie u brata Cristofora. Jednym z chorych jest umierający, opuszczony przez wszystkich Don Rodrigo. Kiedy zaraza zostaje pokonana, po wielu zawirowaniach, Renzo i Lucia mogą w końcu wziąć ślub.